# Truncatella caribaeensis
Truncatelle caribéenne
Espèce
Truncatella caribaeensis, la Truncatelle caribéenne, est une espèce de gastéropodes terrestres de la famille des Truncatellidae, peuplant les rivages du golfe du Mexique et des Caraïbes.

## Distribution
L’espèce est connue des littoraux des régions suivantes,,, :
- Bermudes ;
- sud des États-Unis (Caroline du nord, Texas, Floride) ;
- Bahamas ;
- Grandes Antilles (Cuba, îles Cayman, Jamaïque, Hispaniola, Porto Rico) ;
- îles Vierges (Saint-Thomas, Sainte-Croix, Vieques) ;
- Petites Antilles (Saint-Barthélémy, Saint-Martin, Guadeloupe, Martinique, La Barbade, Trinidad) ;
- Amérique du Sud (Curaçao) ;
- Amérique centrale (Panama, île de la Providence).

## Habitat
Truncatella caribaeensis est un mollusque présent sous les débris de plante dans la partie haute de l’estran. L’espèce est restreinte aux zones ombragées du littoral de salinité semblable à celle de la mer. Elle est fréquemment associée à l’espèce congénérique Truncatella pulchella, de plus petite taille, T. caribaeensis étant trouvée plus à proximité de la mer que cette dernière. L’espèce n’est pas réputée calcicole.
L’inféodation de T. caribaeensis à la zone d’estran en fait un marqueur de la position passée du littoral .

## Description
Truncatella caribaeensis est une escargot à coquille brun jaune pâle transparente de 3,9 à 6,3 mm de longueur, et 3,5 à 4,5 tours chez les spécimens adultes décollés, c'est-à-dire ayant perdus leurs premiers tours de coquilles. L’espèce se distingue de ses congénères caribéennes par une ouverture à lèvre externe simple, fine, dépourvue de varice. C’est, par ailleurs, une espèce de grande taille par rapports aux espèces sympatriques du même genre,.
La coquille est ornée de nombreux cordons peu épais, au nombre de 25 à 35 sur le dernier tour de coquille. Ces derniers couvrent la totalité des tours ou peuvent, au contraire, n’être présents qu’en partie supérieure des tours. La coquille embryonnaire est lisse, dépourvue de sculpture,.

## Reproduction
L’espèce dépose individuellement une quinzaine d’œufs sphériques et translucides dans le substrat humide. Ceux-ci éclosent en quelques jours sans qu’un stade larvaire marin ne soit nécessaire. Les spécimens nouvellement éclos mesurent 0,6 mm, et leur pleine taille est atteinte au bout de 200 jours. La durée de vie des individus est estimée de l’ordre d’un an.

## Systématique
Le nom valide complet (avec auteur) de ce taxon est Truncatella caribaeensis Reeve, 1842.
Truncatella caribaeensis a pour synonyme :
- Truncatella succinea C.B.Adams, 1845

## Étymologie
Son épithète spécifique, composée de caribae et du suffixe latin -ensis, « qui vit dans, qui habite », fait référence aux Caraïbes. 